# Nissan Ariya
Nissan ARIYA — полностью электрический кроссовер японского концерна Nissan, базирующийся на новой электрической платформе. Старт продаж в США запланирован на 2022 год.

## Концепт-кар
Концепт электромобиля Nissan ARIYA был представлен 24 октября 2019 года на Токийском автосалоне и представлял собой развитие концепта IMx Kuro. Автомобиль длиной 4 595 мм, шириной 1 850 мм и высотой 1 660 мм получил пятиспицевые колесные диски 21 размера, узкие светодиодные фары, подсветку эмблемы, цифровую приборную панель 12,3 дюйма и такого же размера центральный экран, сенсорное управление, систему интеллектуального круиз-контроля ProPilot 2.0.
В отличие от Nissan LEAF у него задняя независимая подвеска и существует возможность установки электромотора на задней оси. У Nissan ARIYA ровный пол в салоне, объем багажника — 468 литров у одномоторных переднеприводных версий и 415 литров — у двухмоторных полноприводных. Европейский вариант Nissan ARIYA оснащён разъёмом зарядки CCS.

## Энергоэффективность
В США Nissan ARIYA предлагается с батареей ёмкостью 87 кВт·ч, в Европе и Японии доступна ещё и версия на 63 кВт·ч. Комплектации Venture+, Evolve+ и Premiere отличаются оснащением электродвигателем мощностью 242 л.с. и 300 Н⋅м на переднем приводе. Заявленный запас хода составляет от 482 км до 458 км. Полноприводная версия Nissan ARIYA Platinum+ e-4orce развивает 394 л.с. и 600 Н⋅м. Такой мотор позволит проехать 426 км.

## Nismo
Версия Nismo Ariya была представлена 12 января 2024 года. Nissan Ariya Nismo 2024 является важной вехой в развитии электромобилей Nissan, представляя четвертую модель Nismo от бренда после GT-R, Z и эксклюзивного для Японии Skyline. Этот электрический внедорожник выделяется своей мощной производительностью, предлагая две версии: базовую с 362 лошадиными силами и 560 Нм крутящего момента, и более мощную с 430 лошадиными силами и 601 Нм крутящего момента, работающую от аккумулятора на 91,0 киловатт-час. Дизайн Ariya Nismo включает спортивный комплект кузова, "очень жесткие" 20-дюймовые колеса и специальные шины 255/45 R20, подчеркивая акцент на производительности и эстетике.
В плане вождения Ariya Nismo вводит режим вождения Nismo для более быстрого отклика акселератора и искусственный звук, вдохновленный Формулой Е, добавляя уникальное эмоциональное измерение к электрическому вождению. Интерьер отличается крепкими передними сиденьями, красными акцентами и брендингом Nismo, сочетая комфорт со спортивным стилем. Хотя первоначальный запуск запланирован в Японии весной 2024 года, пока нет подтверждения о его доступности на западных рынках, таких как Соединенные Штаты. С Ariya Nismo Nissan не только продвигается в технологии электромобилей, но и укрепляет свое обязательство перед инновациями и дизайном в автомобильной отрасли.

## Дизайн
Основными отличительными чертами автомобиля стали ниспадающая стеклянная крыша, узкая светодиодная оптика, спойлер на двери багажника и светящийся логотип Nissan.

## Галерея

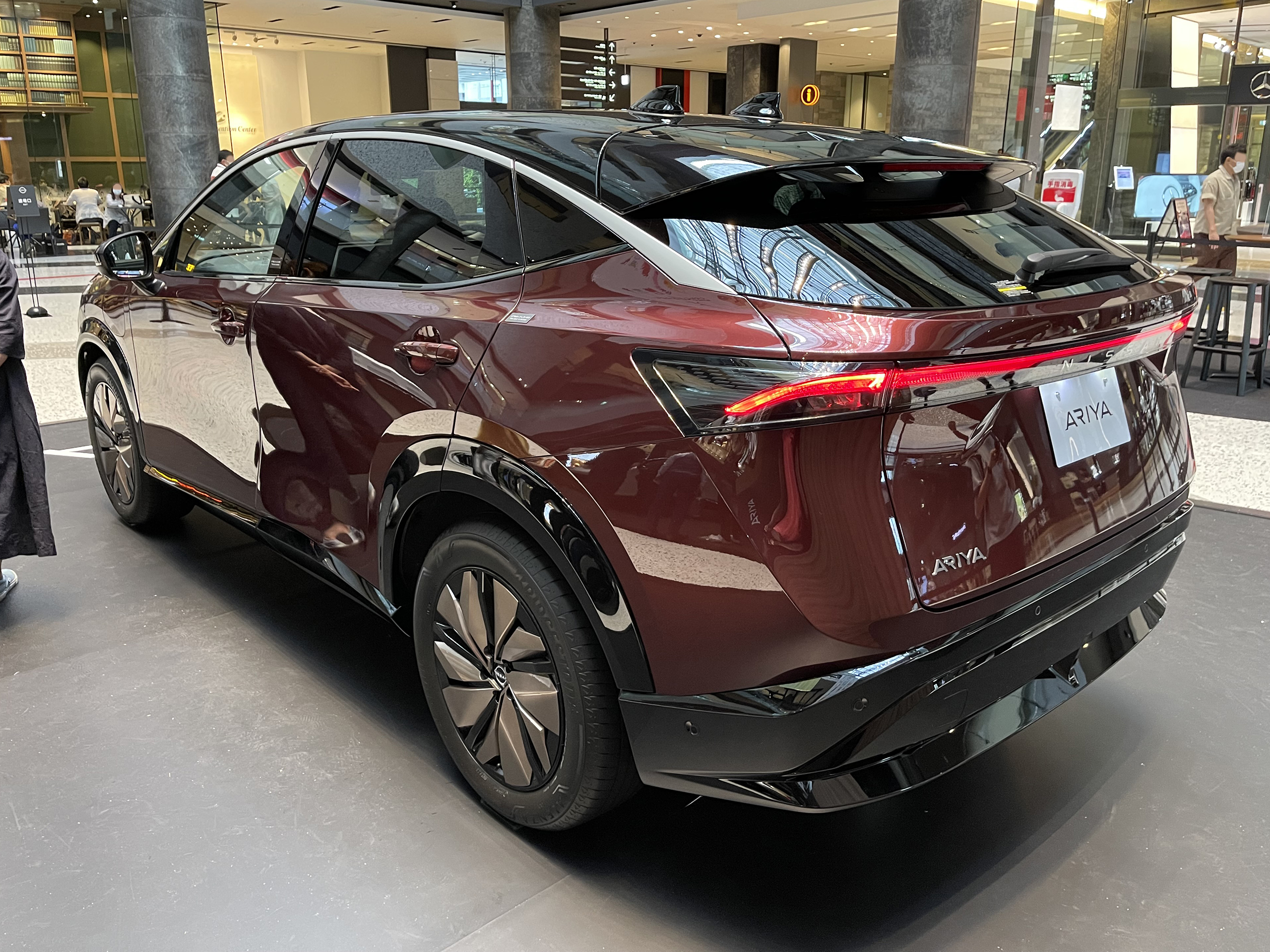
Вид сзади
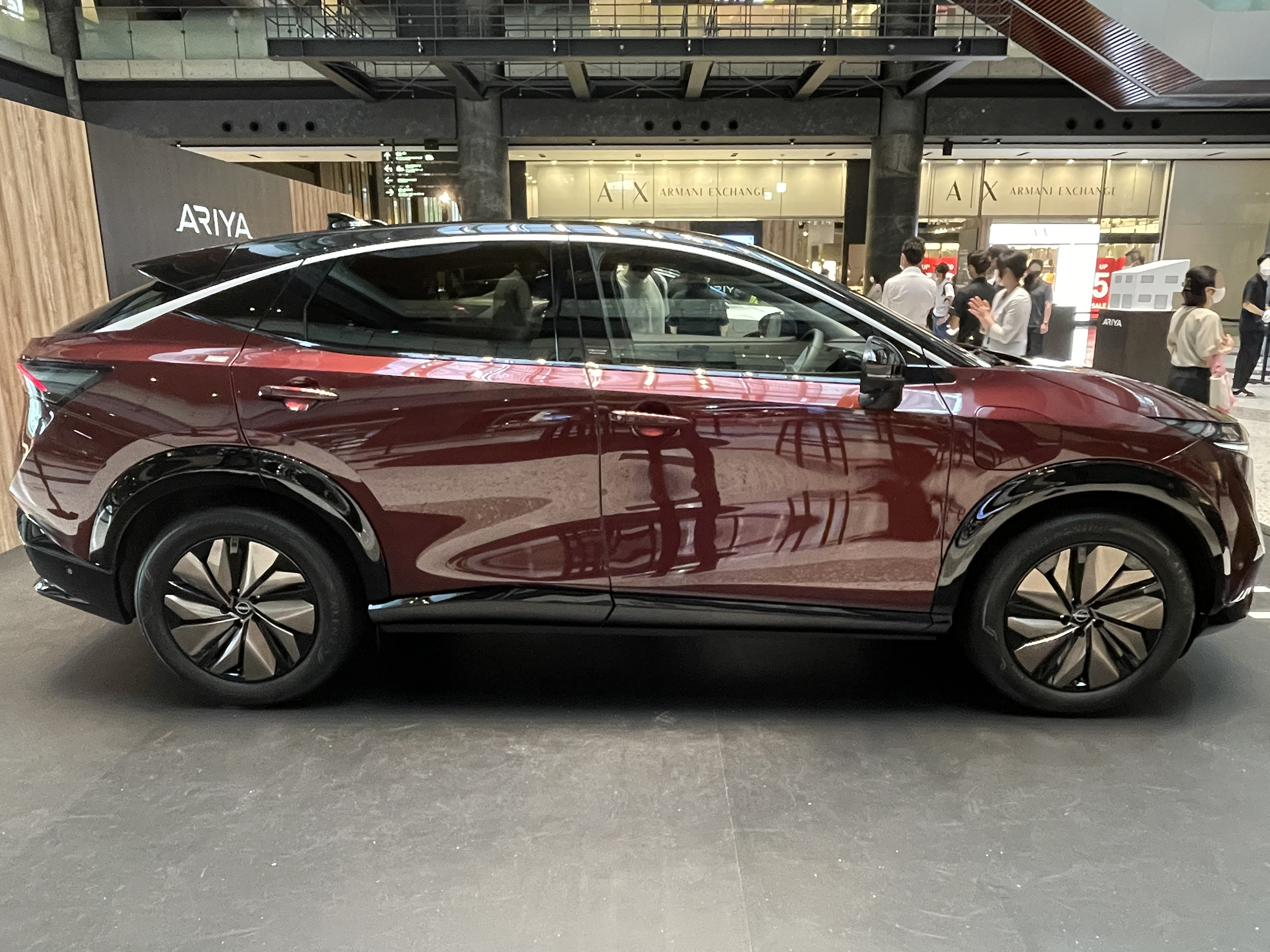
Вид сбоку
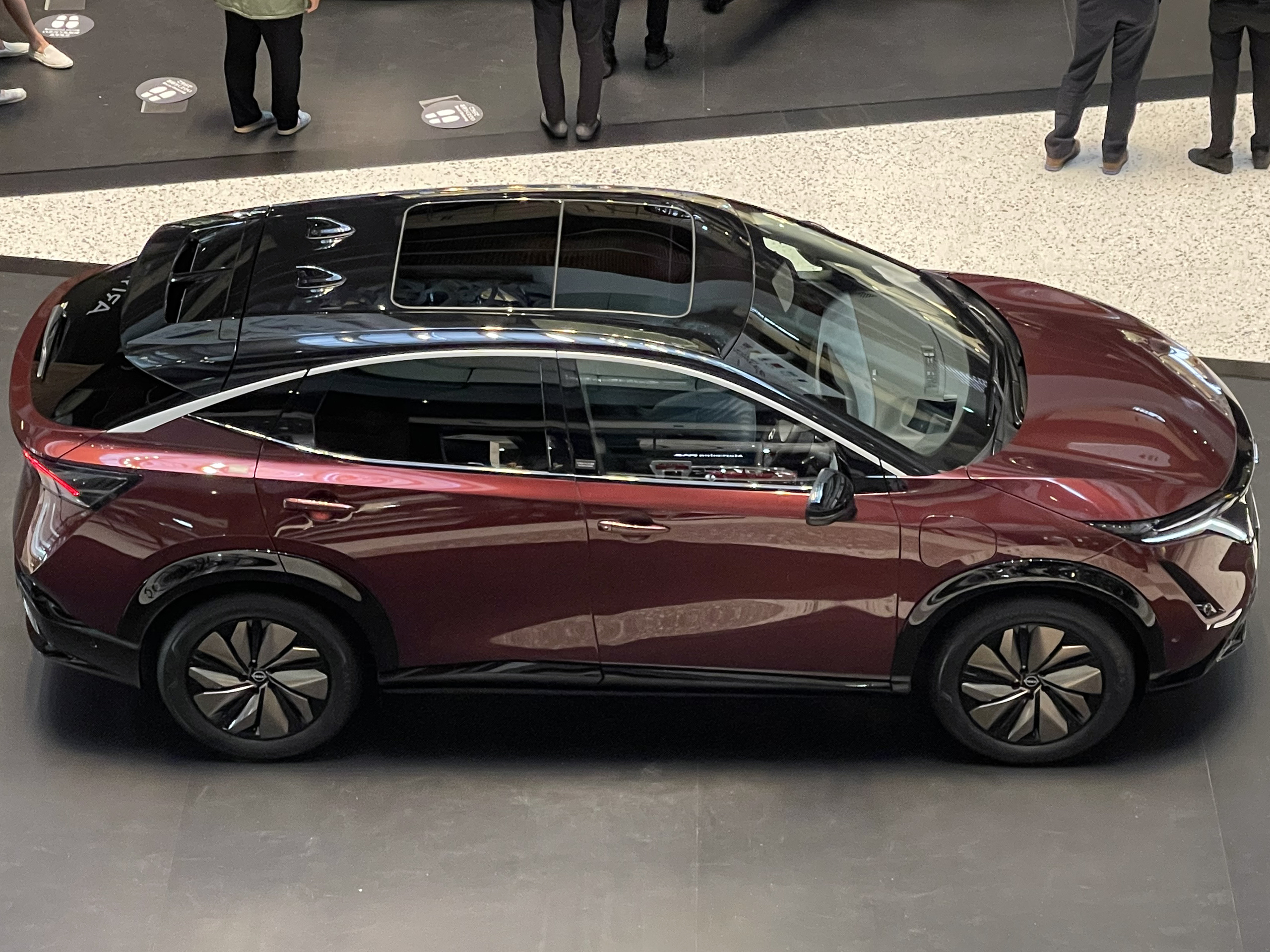
Вид сверху
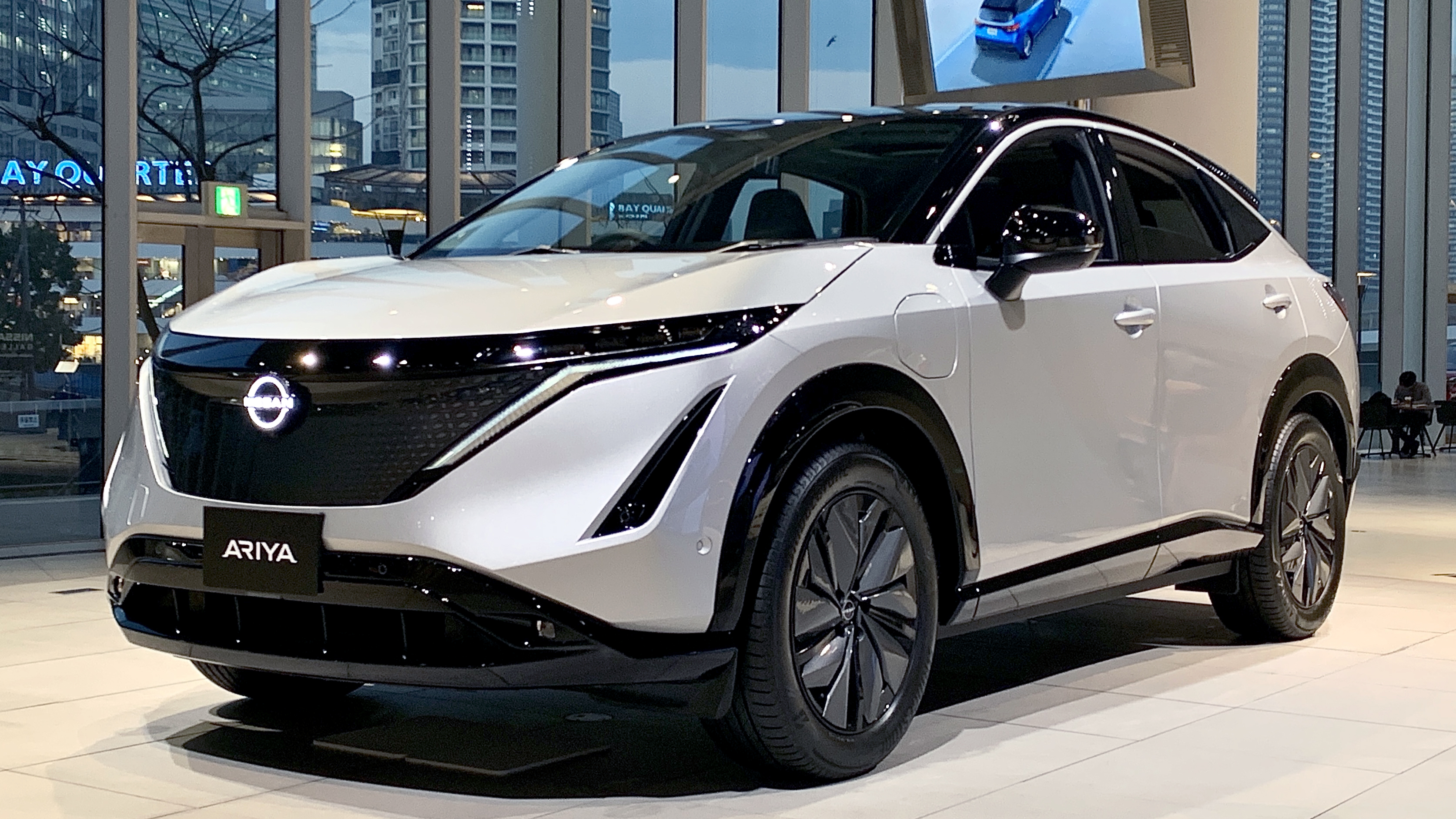
Nissan Ariya, белый
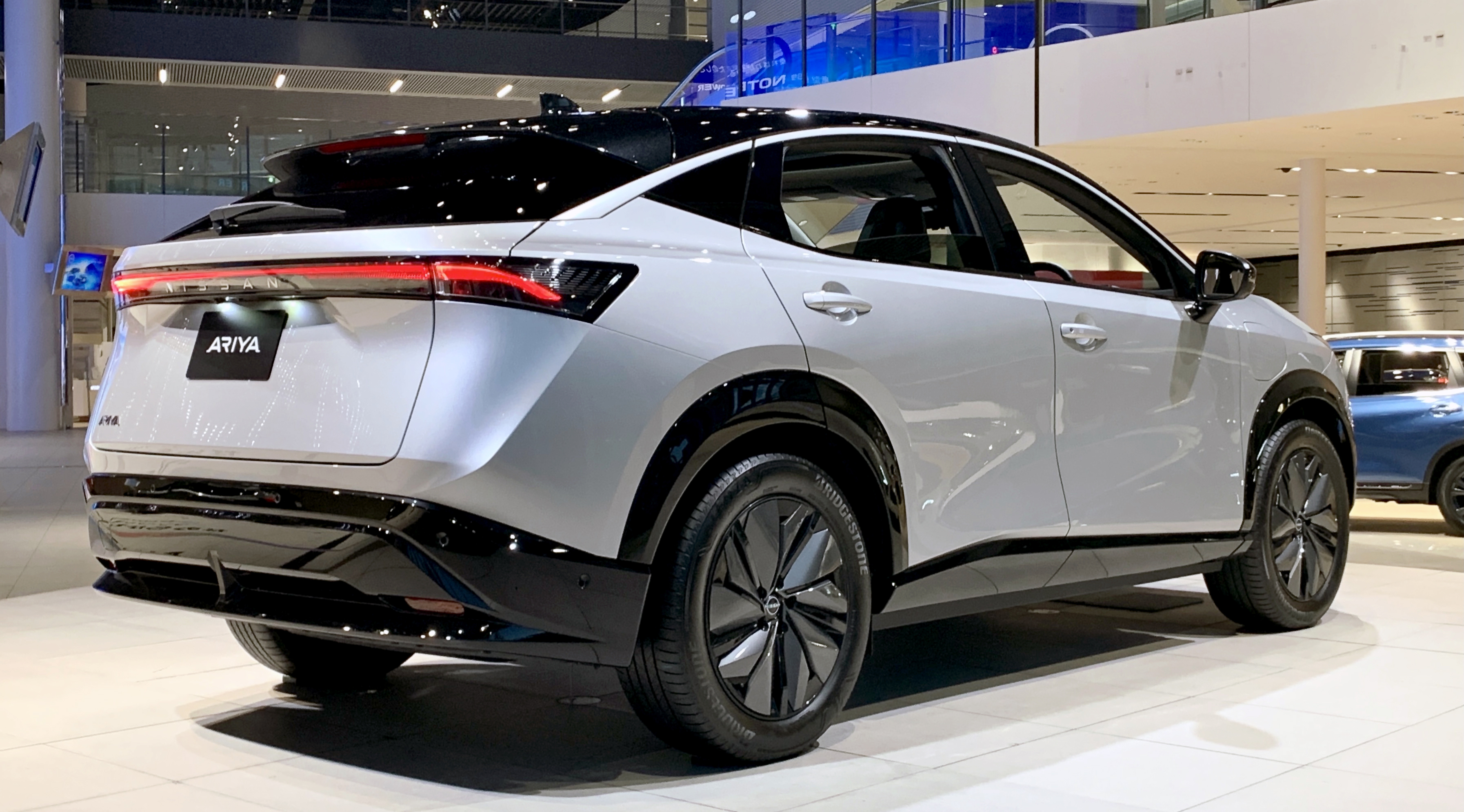
Вид сзади

## Прототипы
Для демонстрации возможностей автомобиля Nissan продемонстрировал гоночный прототип Nissan ARIYA Single Seater Concept. Болид получил узнаваемые черты, схожие с Nissan ARIYA: стилизованная светящаяся буква V, плавные боковые поверхности и другие.
Совместно с японским аэрокосмическим агентством JAXA был разработан прототип лунного ровера Nissan, использующий технологию приведения в движения и управления колёсами e-4ORCE, которая используются в электромобиле Nissan ARIYA.

## Технические характеристики
| Модель                       | Ariya 63 кВт⋅ч           | Ariya 87 кВт⋅ч           | Ariya E-4orce 63 кВт⋅ч           | Ariya E-4orce 87 кВт⋅ч           | Ariya E-4orce 87 кВт⋅ч Performance |
| ---------------------------- | ------------------------ | ------------------------ | -------------------------------- | -------------------------------- | ---------------------------------- |
| Годы производства            | 2021 -                   | 2021 -                   | 2021 -                           | 2021 -                           | 2021 -                             |
| Тип двигателя                | электродвигатель спереди | электродвигатель спереди | электродвигатель спереди и сзади | электродвигатель спереди и сзади | электродвигатель спереди и сзади   |
| Максимальная мощность        | 160 кВт (218 л.с.)       | 178 кВт (242 л.с.)       | 205 кВт (279 л.с.)               | 225 кВт (306 л.с.)               | 290 кВт (394 л.с.)                 |
| Максимальный крутящий момент | 300 Н⋅м                  | 300 Н⋅м                  | 560 Н⋅м                          | 600 Н⋅м                          | 600 Н⋅м                            |
| Привод                       | Передний привод          | Передний привод          | Полный привод                    | Полный привод                    | Полный привод                      |
| Максимальная скорость        | 160 км/ч                 | 160 км/ч                 | 200 км/ч                         | 200 км/ч                         | 200 км/ч                           |
| Разгон 0-100 км/ч            | 7,5 с                    | 7,6 с                    | 5,9 с                            | 5,7 с                            | 5,1 с                              |
| Литий-ионный аккумулятор     | 63 кВт⋅ч                 | 87 кВт⋅ч                 | 63 кВт⋅ч                         | 87 кВт⋅ч                         | 87 кВт⋅ч                           |
| Запас хода (цикл WLTP)       | 360 км                   | 500 км                   | 340 км                           | 460 км                           | 400 км                             |